# Industrieel erfgoed

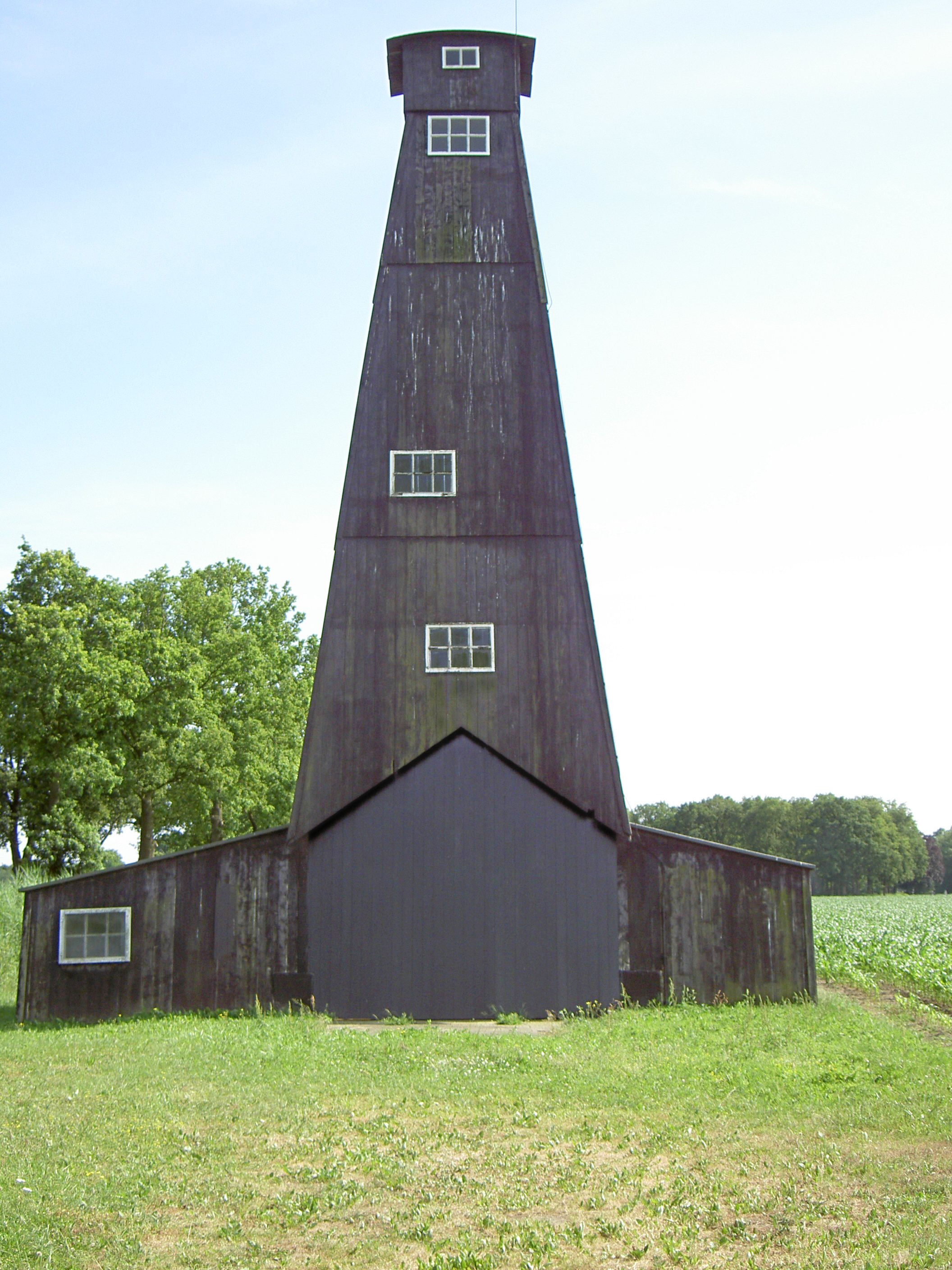
Zoutboortoren bij Twekkelo, Overijssel

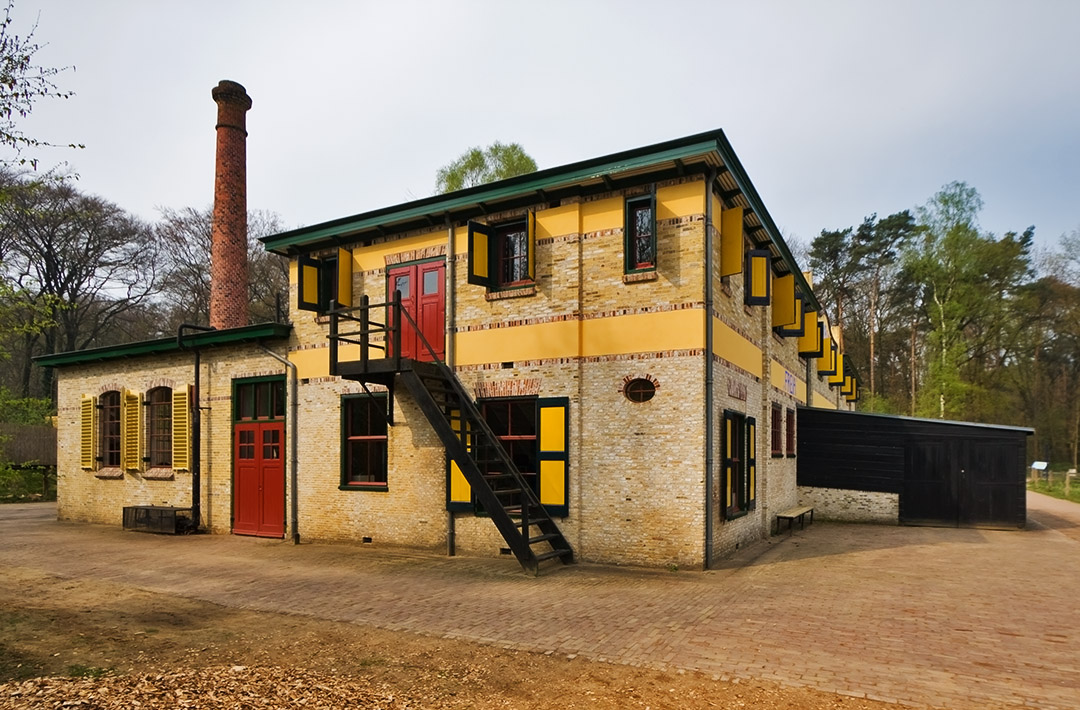
Stoomzuivelfabriek Freia uit Veenwouden in het Nederlands Openluchtmuseum te Arnhem

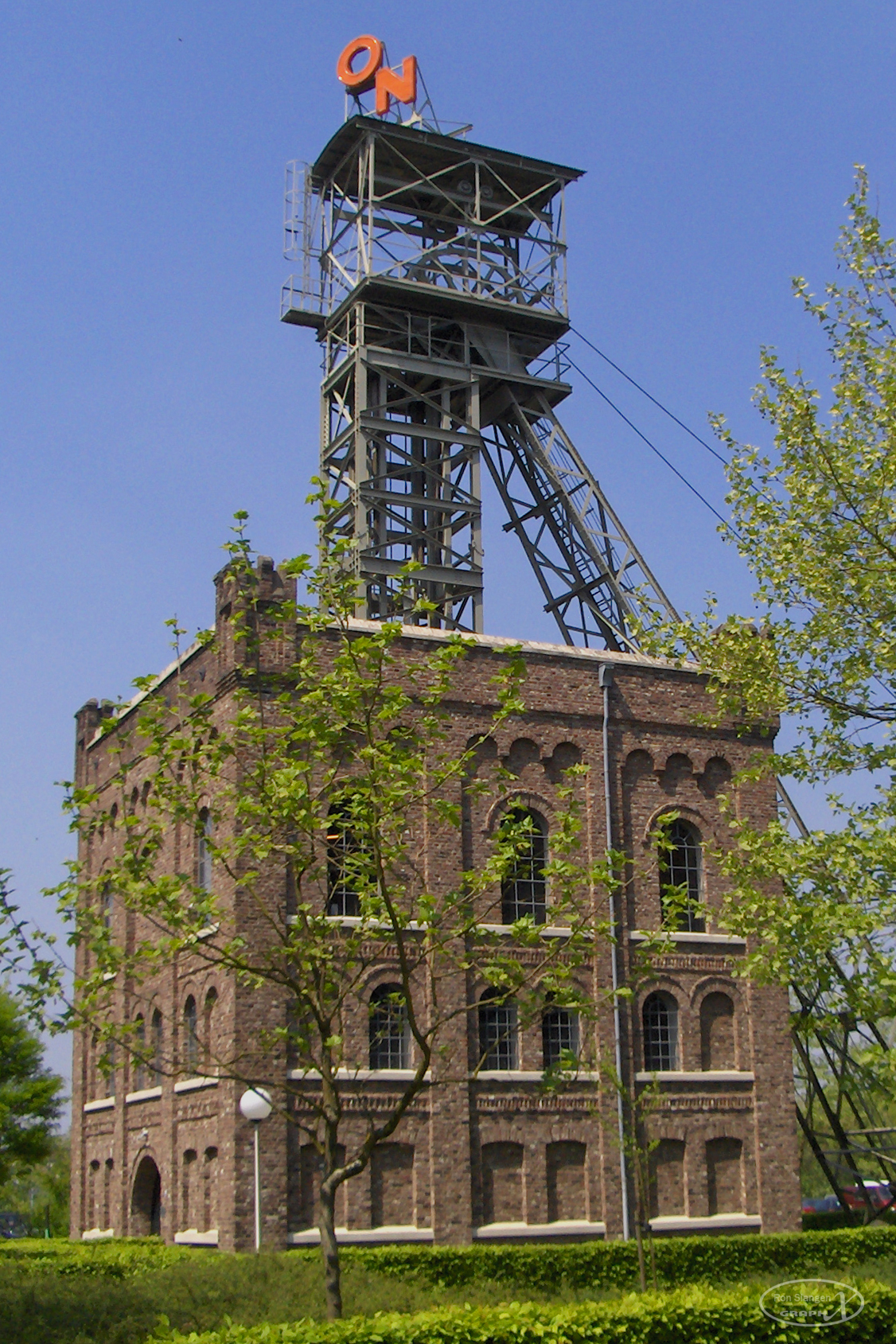
Mijnschacht van de vroegere Oranje Nassaumijn, nu Nederlands Mijnmuseum te Heerlen

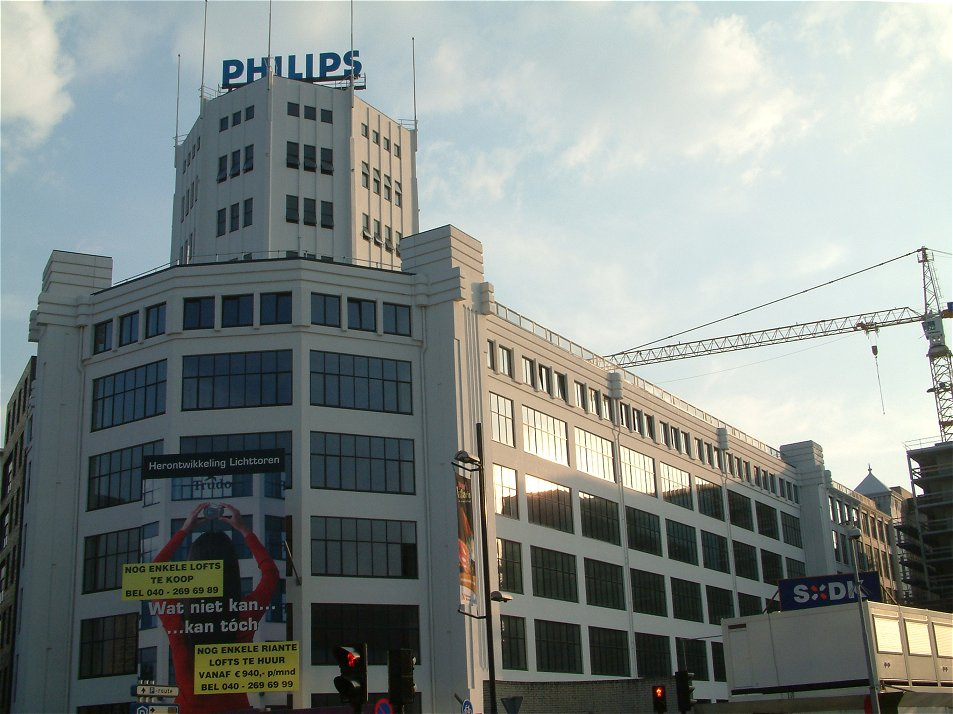
Lichtfabriek van Philips te Eindhoven

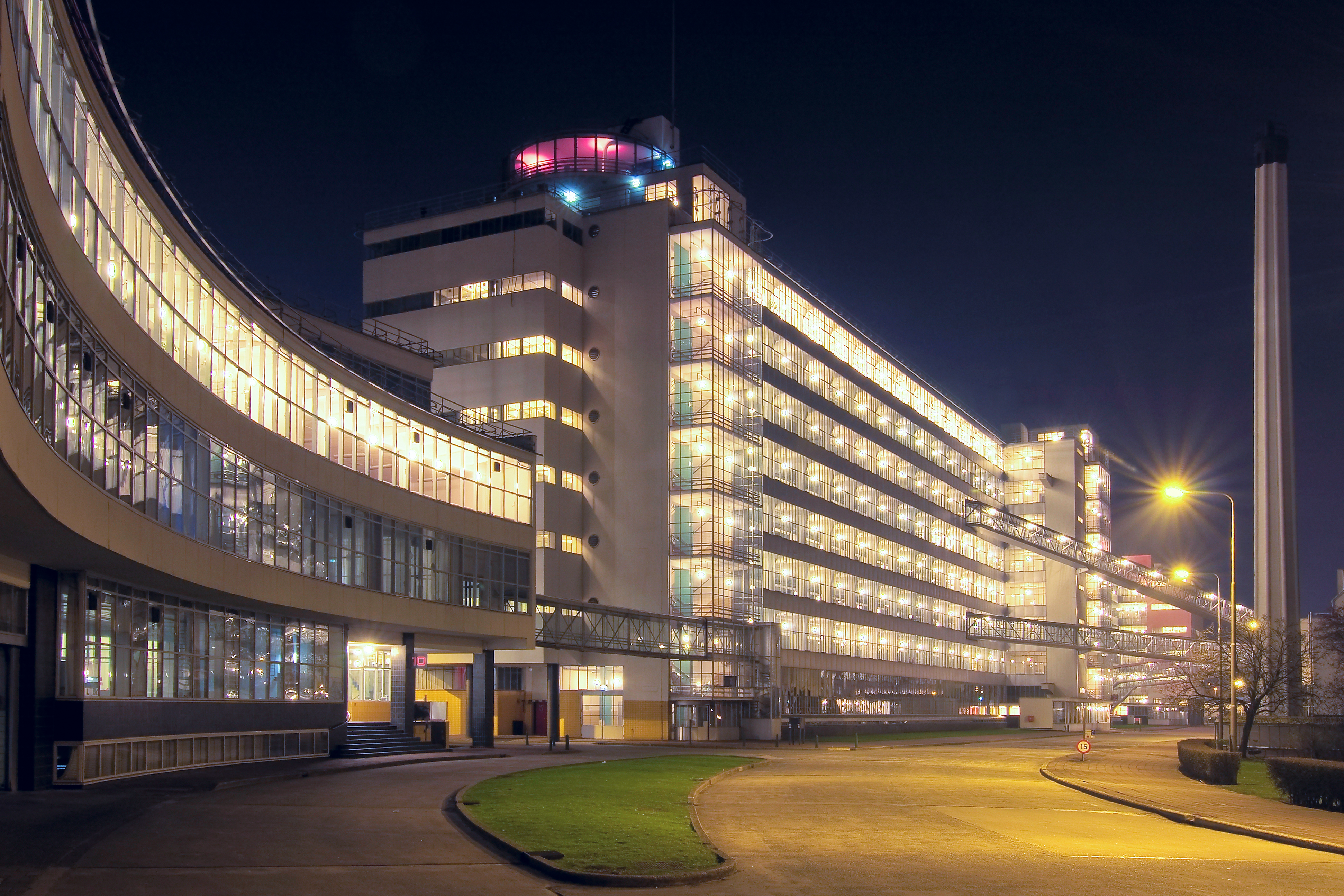
Van Nellefabriek te Rotterdam

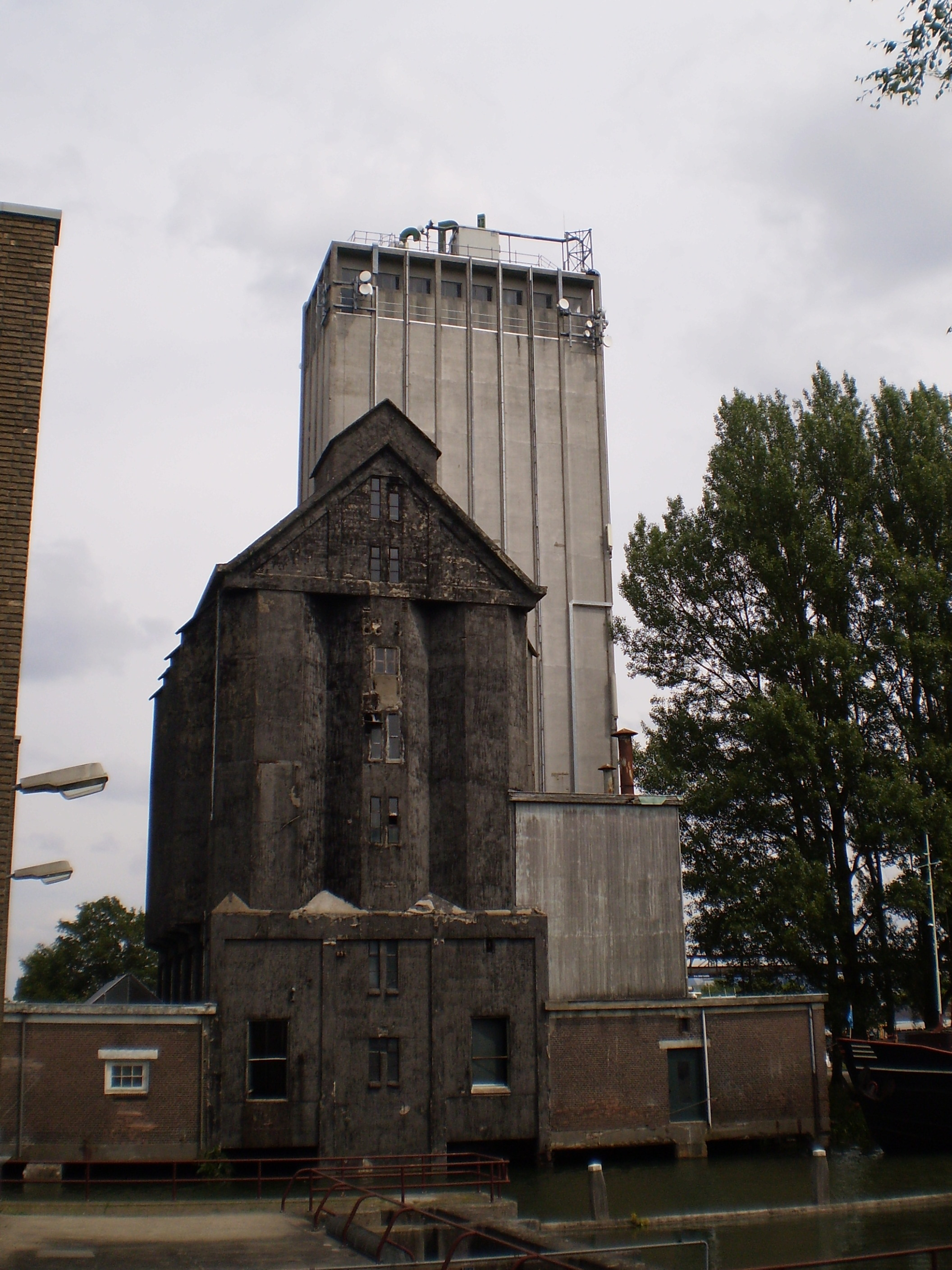
Graansilocomplex 'De Zwarte Silo' Deventer

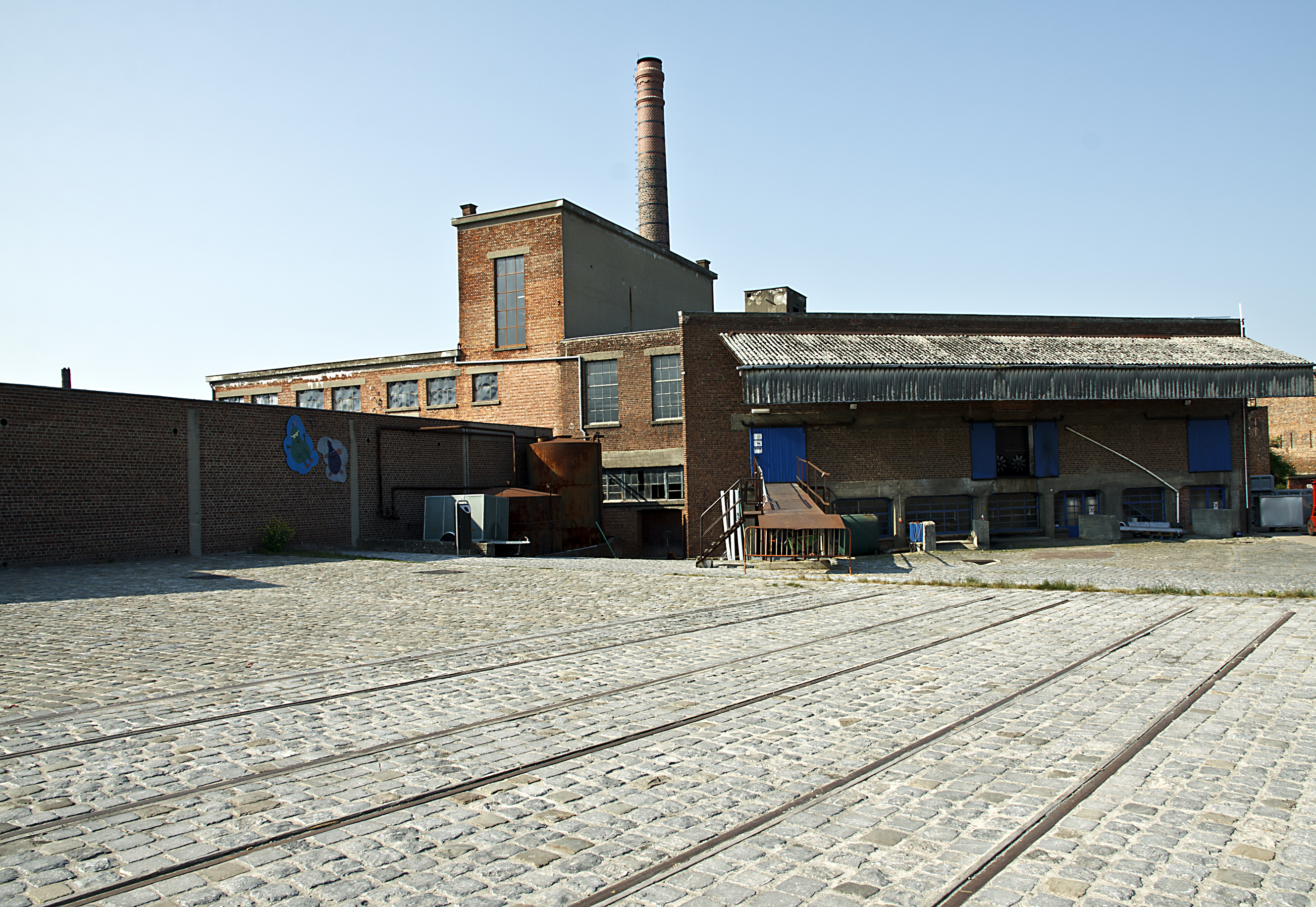
Stoomstroopfabriek (Borgloon)

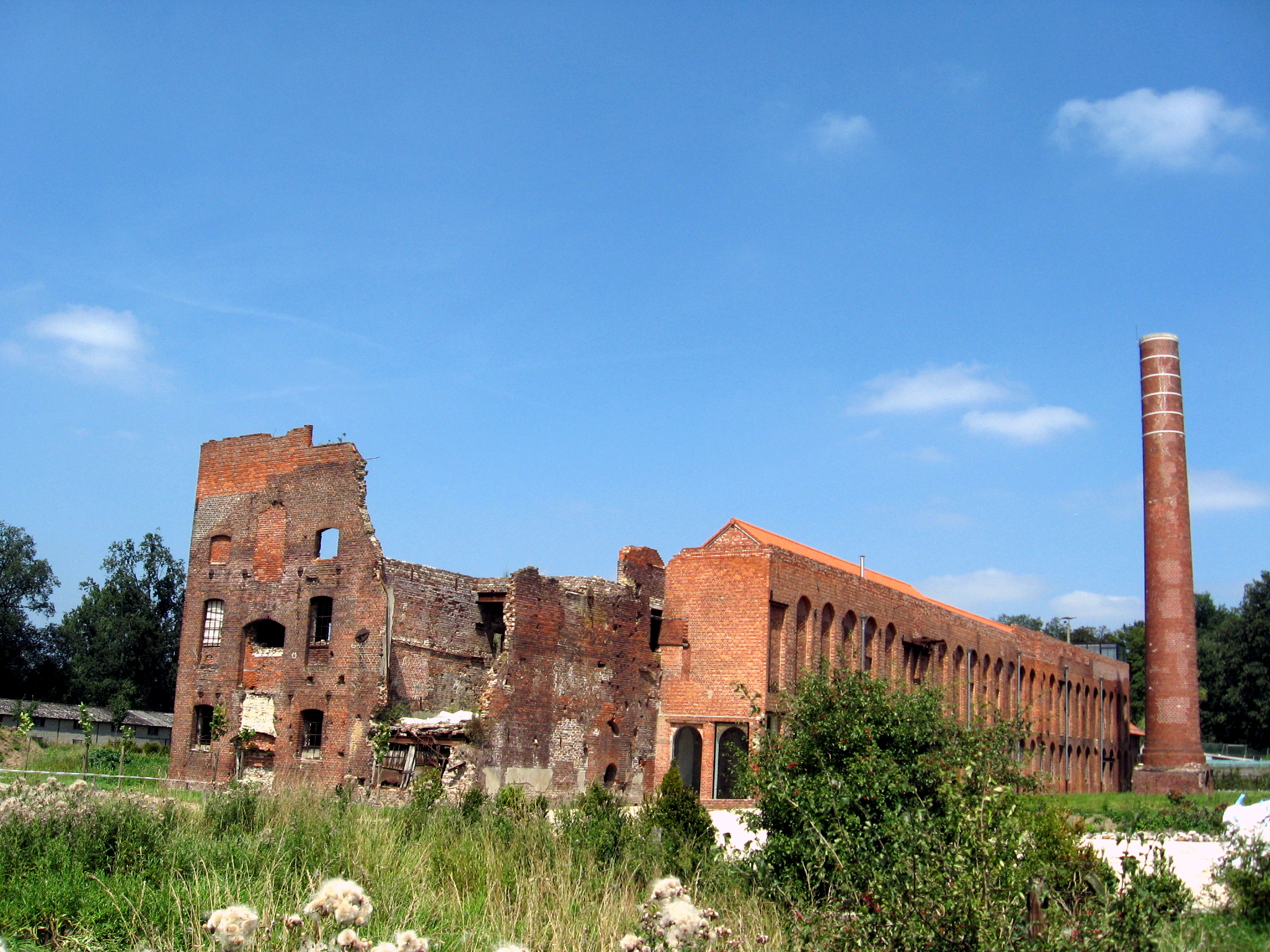
Stokerij Claes, Kuringen

Onder industrieel erfgoed wordt verstaan: de voortbrengselen van de mens voor de dagelijkse arbeid, zoals fabrieksgebouwen, bruggen, sluizen, molens, boortorens - en in het algemeen alle materiële sporen van de industriële maatschappij. Mobiele elementen van industrieel erfgoed zoals turfschepen schaart men onder mobiel erfgoed.
Deze culturele uitingen worden in hun voortbestaan bedreigd wanneer zij van hun oorspronkelijke functie verloren hebben. Het gaat vaak om overblijfselen van vroeger die het behouden waard zijn omdat zij een beeld geven van hoe men in het verleden bouwde en werkte.

## Geschiedenis
Het begrip industrieel erfgoed is relatief nieuw in de monumentenzorg. Het jaar 1975 werd uitgeroepen als het Jaar van de Monumenten en daarom ook aangeduid als M75. Tijdens de landelijke bijeenkomsten die in dit kader werden georganiseerd, ontstond onvrede over de beperkte afbakening van de monumentenzorg. Waar het Rijk vooral uitstraalde dat alles goed geregeld was, gaven particulieren aan dat voormalige industriële complexen met mogelijk monumentale waarde, zonder discussie ten prooi vielen aan verloedering en sloop. Er was nog geen formele naam voor dit erfgoed, de een sprak over industriële archeologie, de ander over monumenten van bedrijf en techniek. Het begrip erfgoed kreeg niet eerder dan in de jaren 1980 betekenis. Gedurende, of kort na 1975 werd onder andere de Vereniging tot Behoud van Monumenten van Bedrijf en Techniek opgericht. Deze vereniging hield geen stand. Lokaal ontstonden er veel kleine stichtingen en verenigingen die zich richtten op het behoud van plaatselijk industrieel erfgoed. Uiteindelijk verenigden deze zich in 1984 in de Stichting Federatie Industrieel Erfgoed Nederland, waarmee het begrip 'industrieel erfgoed' in Nederland als gemene deler voor dit erfgoed in zwang kwam. In Vlaanderen is het begrip industriële archeologie in gebruik gebleven.

#### Het MIP, het PIE en BOEi
Als gevolg van de toenemende maatschappelijke interesse start onder regie van de Rijksdienst voor de Monumentenzorg het Monumenten Inventarisatie Project (MIP) onder leiding van Peter Nijhof. Opzet en werkwijze werden ontworpen door Marieke Kuipers en bouwhistorische inbreng kwam van Dirk de Vries. Uit de resultaten van het MIP - dat uiteindelijk zou doorlopen tot 1995 -  bleek snel dat industrieel erfgoed inderdaad een achtergestelde positie had in de monumentenzorg. Mede op grond van de resultaten van het MIP formuleerde de Adviescommissie Industrieel Erfgoed onder minister Hedy d'Ancona en wederom geleid door Peter Nijhof in 1989 het rapport Industrieel Erfgoed en de Kunst van het Vernietigen. Alle adviezen in dit rapport werden overgenomen, wat zou leiden tot de start van het Projectbureau Industrieel Erfgoed (PIE) in 1991 bij de Rijksdienst voor het Cultureel Erfgoed. Het PIE zou bestaan tot en met 1996. 
De werkwijze van PIE was anders dan die van het MIP. Waar de laatste zich vooral had gericht op een geografische analyse, keek PIE meer naar de kwaliteiten en ontwikkeling binnen de verschillende industriële branches, zoals textiel- of de staalindustrie. Daardoor ontstond een genuanceerder en landelijk georiënteerd afwegingskader voor het al dan niet behouden van monumenten. Het hoogtepunt van het PIE was het themajaar 1996, dat werd uitgeroepen tot het Jaar van het Industrieel Erfgoed.
In 1997 eindigden de activiteiten van het PIE. Dankzij het PIE werden meer dan 600 industriële monumenten wettelijk beschermd. Het eindigen van PIE creëerde een nieuw probleem. In de twee decennia dat industrieel erfgoed op de kaart was gezet, was duidelijk geworden dat het fenomeen 'behoud om het behoud' geen soelaas zou bieden. Alleen het continueren van panden in een nieuwe functie, het herbestemmen, kon industriële complexen werkelijk duurzaam behouden. Hiervoor bestond geen oplossing, doordat de toon van het debat landelijk negatief bleef en men slopen als beste optie zag. Er was weinig visie op het gebied van hergebruik en er waren geen partijen die op konden (wensten te) treden als investeringsmaatschappij. De adviescommissie van het PIE had daarom het advies gegeven om hiervoor een aparte maatschappelijke organisatie op te richten die herbestemming, en daarmee duurzaam behoud, zelf als ontwikkelaar vorm kon geven. Dit leidde tot de oprichting in 1995 van de Nationale Maatschappij tot Behoud van Industrieel Erfgoed (BOEi). Met deze ontwikkeling was de inbedding van het industrieel erfgoed in de Nederlandse monumentenzorg van de eerste stappen in het jaar voorlopig voltooid, als zou het nog een aantal jaar duren voor BOEi daadwerkelijk effectief werd in haar opdracht en het aantal grote herbestemmingen toenam. 

## Erfgoedorganisaties
Er zijn in Nederland, België en andere landen diverse stichtingen en verenigingen die zich inzetten voor het behoud van industrieel erfgoed.
Tussen Vlaanderen en Nederland bestaat er goede samenwerking inzake industrieel erfgoed. Zo werden de tijdschriften van Vlaamse en Nederlandse organisaties in 2000 samengesmolten tot het Vlaams-Nederlandse tijdschrift Erfgoed van Industrie en Techniek en vindt jaarlijks een Vlaams-Nederlandse Ontmoetingsdag voor Industriële Archeologie plaats, om de beurt in Vlaanderen en Nederland.
Voor schepen maakt zich in Europees verband sterk de European-Maritime-Heritage en in Nederland de Federatie Varend Erfgoed Nederland (FVEN). In Vlaanderen is er dan Watererfgoed Vlaanderen vzw dat de handschoen opneemt.
De organisaties ter behoud van industrieel erfgoed stellen dat deze bijzondere artefacten uit onze historische werkomgeving op waardevolle wijze een voorbijgegaan verleden kunnen documenteren.

### Organisaties in België
In België bestaat sedert 1978 de Vlaamse Vereniging voor Industriële Archeologie, die daarmee een van de oudste organisaties op dit vlak in Europa is. De VVIA is actief in Vlaanderen en in Brussel. De vereniging lag sedert haar ontstaan aan de basis van de meeste ontwikkelingen en verenigingen in Vlaanderen, en richt zich vooral tot lokale organisaties en vrijwilligers waarvan ze de activiteiten en campagnes ondersteunt. VVIA organiseert studiedagen zoals over nucleair erfgoed, herbestemming van bedrijfsgebouwen, industrieel toerisme, etc. Ze staat ook in voor een jaarlijkse cursusmodule 'inleiding tot de industriële archeologie' (elk jaar in een andere provincie).

De Vlaamse Vereniging voor Industriële Archeologie is sedert 1989 verbroederd met de Catalaanse zustervereniging, de Associació del Museu de la Ciéncia i de la Técnica i d'Arqueologia Industrial de Catalunya (Vereniging voor het Museum van Wetenschap en Techniek en voor de Industriële Archeologie van Catalonië). Daarnaast onderhoudt VVIA contacten en werkt ze samen met gelijkaardige organisaties in Noord-Frankrijk en Groot-Brittannië. In samenwerking met de Nederlandse collegae publiceert VVIA het Vlaams-Nederlandse tijdschrift 'Erfgoed van Industrie en Techniek'.

VVIA is mede-oprichter van de Europese Federatie van Verenigingen voor Industrieel en Technisch Erfgoed (E-FAITH).
Daarnaast ontstond ook SIWE. Het Steunpunt Industrieel en Wetenschappelijk Erfgoed, of kortweg SIWE vzw, werd opgericht op 5 april 1996 in het Arenbergkasteel te Heverlee (Leuven). Uitgangspunt was de nood aan een Vlaamse patrimoniumvereniging die naast industrieel en technisch erfgoed aandacht heeft voor wetenschappelijke objecten. SIWE vzw koos in alle benamingen de term erfgoed (het Engelse Heritage), omdat de term archeologie veeleer een ander wetenschappelijk werkveld betreft.
Korte tijd na de oprichting in 1996 werd SIWE gehuisvest in de Molens Van Orshoven aan de Vaartkom in Leuven. In 2002 werd SIWE tijdelijk erkend door de Vlaamse Overheid als koepelvereniging voor industrieel en wetenschappelijk erfgoed in Vlaanderen en Brussel. SIWE geeft SIWE-Magazine uit en een elektronische SIWE-Nieuwsbrief. De erkenning (én subsidiëring) van SIWE loopt eind 2011 af. Of SIWE hierna nog als rechtspersoonlijkheid (vzw) blijft bestaan is de vraag.
In Vlaanderen is er sinds 1991 het Industriemuseum (vroeger: MIAT - Museum voor Industrie, Arbeid en Textiel) aan de Minnemeers in Gent. Het Industriemuseum is gevestigd in een industrieel pand, namelijk de voormalige katoenspinnerij Desmet-Guequier. Het programma bestaat uit exposities, workshops, evenementen… met als rode draad industrie, arbeid en textiel. Het Industriemuseum gaf tot 2013 een driemaandelijks museumtijdschrift uit: TIC, voluit Tijdschrift voor Industriële Cultuur. 
Sinds de middeleeuwen is Gent een belangrijke ambachtelijke en pre-industriële stad. Het was op het einde van 18de eeuw de uitvalsbasis voor de eerste industriële revolutie op het vasteland. Vele getuigenissen van de eerste en tweede industriële revolutie werden verschroot en gesloopt vanaf de jaren 1970. Het Gentse stadsbestuur spande zich in om machines en objecten te bewaren. 
Op vrijdag 25 juni 2010 werd in Brussel onder curatele van FARO, het officiële steunpunt van de Vlaamse overheid voor de (roerende) erfgoedsector, de stichtingsvergadering gehouden van de vzw ETWIE. Dat letterwoord staat voor Expertisecentrum voor Technisch, Wetenschappelijk en Industrieel Erfgoed. De groep van zestien stichtende leden bestaat uit onderzoekers, erfgoedwerkers en experten die op professionele basis of als vrijwilliger actief zijn in de genoemde themadomeinen van het culturele erfgoedveld in Vlaanderen. Ze streefden ernaar om de organisatie binnen de erfgoedsector een breed draagvlak te bezorgen om als intermediaire faciliterende organisatie vanaf 2012 de rol van erkend expertisecentrum voor de genoemde deeldomeinen te kunnen opnemen. Oudgediende organisaties zoals VVIA of SIWE maken geen deel uit van ETWIE. FARO zorgde er ook voor dat ETWIE erkend werd en subsidies kon ontvangen, wat ten nadele ging van SIWE.

### Organisaties in Nederland
In Nederland zijn veel organisaties verenigd in de Stichting Federatie Industrieel Erfgoed Nederland (FIEN), daaronder STIEL (Leiden), de Nationale Maarschappij tot herbestemming van Cultureel Erfgoed BOEi en de Federatie Varend Erfgoed Nederland.

## Selectie van industriële monumenten

### België
- Brouwerij De Gouden Boom, ook bekend als "Brouwerij 't Hamerken", Brugge
- Forges de Clabecq
- Herisemmolen, Alsemberg
- Stokerij Claes, Kuringen
- Stoomstroopfabriek (Borgloon)
- Vlaams Mijnmuseum, Beringen
- Zuiderpershuis, Antwerpen

### Nederland
- Crane Hotel Faralda (Kraanhotel Faralda),Amsterdam-Noord
- Gebouwen van DRU, Ulft
- Gebouwen Radio Kootwijk
- Gemaal De Cruquius, Cruquius
- Meelfabriek van Leiden
- Papierfabriek de Middelste Molen, Loenen
- Poldermuseum Heerhugowaard
- Prodentfabriek, Amersfoort
- Strokartonfabriek de Toekomst in Scheemda
- Van Nellefabriek, Rotterdam